# Лесной разбойник (фильм, 2022)
«Лесной разбойник» (нем. Der Räuber Hotzenplotz) — немецко-швейцарский фильм 2022 года, снятый режиссёром Михаэлем Крумменахером по роману Отфрида Пройслера «Разбойник Хотценплотц».

## Сюжет
Разбойник Хотценплотц выходит из своего убежища и грабит бабушку, отбирая у неё её любимую музыкальную кофемолку, подаренную Касперлем и его другом Сеппелем на день рождения. Друзья-сорванцы Касперль и Сеппель отправляются на поиски грабителя Хотценплотца, которому помогает злой волшебник Петросилиус Цвакельманн, живущий в страшном замке. Касперль и Сеппель должны поймать и наказать двух злодеев и во что бы то ни стало вернуть бабушке её любимую музыкальную кофемолку…

## В ролях
| Актёр                 | Роль                                     |
| --------------------- | ---------------------------------------- |
| Николас Офчарек       | разбойник Хотценплотц                    |
| Ханс Марквардт        | Касперль                                 |
| Бенедикт Йенке        | Сеппель                                  |
| Август Диль           | Петросилиус Цвакельманн                  |
| Хеди Кригескотте      | бабушка                                  |
| Олли Диттрих          | полицейский Демпфельмозер                |
| Кристиана Пауль       | вдова Шлоттербек                         |
| Луна Ведлер           | фея Амариллис                            |
| Максимилиан Герлингер | полицейский Зауэрбир                     |
| Катя Пройс            | хозяйка мясного магазина Эвелин Мусбахер |

## Съёмочная группа
- Режиссёр: Михаэль Крумменахер
- Продюсеры: Ульрике Пуц, Якоб Клауссен
- Сценарист: Маттиас Пахт
- Оператор: Марк Ахенбах
- Композитор: Ники Райзер

## Дополнительно
Съёмки фильма проходили на руинах замка Ной-Фалькенштейн, в Бланкенбурге, Кведлинбурге, замке Траусниц, а также во Франкском музее под открытым небом Фладунген. 

## Награды и номинации
- Мюнхенский кинофестиваль — награда (2022)
- Deutscher Filmpreis — номинация (2023)
- Romy — номинация (2023)
- Приз немецкой кинокритики[нем.] — номинация (2023)[1]